# Parvithracia sirenkoi
Parvithracia sirenkoi is een tweekleppigensoort uit de familie van de Thraciidae. De wetenschappelijke naam van de soort is voor het eerst geldig gepubliceerd in 2002 door Kamenev.